# Ґувалак
39°02′32″ пн. ш. 65°44′36″ сх. д. / 39.042222222222° пн. ш. 65.743333333333° сх. д.
Ґувалак (узб. Guvalak, Гувалак) — міське селище в Узбекистані, в Касанському районі Кашкадар'їнської області.
Населення 5,4 тис. мешканців (1986).
Статус міського селища з 2009 року.